# 塚堀用水
塚堀用水（つかほりようすい）は、埼玉県久喜市（久喜区域）を流れる農業用水路である。

## 概要
この塚堀用水は主として久喜市久喜区域を灌漑している農業用水路であり、流域周辺は主に水田などの農地である。かつては南埼玉郡清久村大字下清久（北側）と南埼玉郡江面村大字江面（南側）との村界を成していた。流路の詳細に関しては下記の流路節を参照されたい。
また、この塚堀用水は新川用水に余剰・過剰な水量がある場合に磯沼落へと導水・排水する放水路の役割も有している。

## 流路
- 水源：新川用水（所久喜用水 分水口）
- 起点：埼玉県久喜市下清久（北側）・江面（南側）境界
- 南彩農業協同組合 久喜営農経済センターの南方にて新川用水の右岸（西側）「所久喜用水 分水口」より分水し、下清久（北側）と江面（南側）の境界を西南西に向かい流下する。
- 市道を横断した後、市道沿いに約50m程北へと流下し、再び西南西に向かい下清久（北側）・江面（南側）境界を市道の南側沿いに流下する。
- 東北自動車道を西側へと横断し、北より流下してくる磯沼落へと至り、合流・終点となる。
- 終点：磯沼落

## 橋梁
- （水と緑のふれあいロード）
- （市道橋梁）
- （東北自動車道東側側道）
- （東北自動車道）
- （東北自動車道西側側道）

## 周辺の施設
- 南彩農業協同組合 久喜営農経済センター
- ふるさと農園久喜 緑風館